# Veritas File System
Veritas File System (VxFS, также JFS или OnlineJFS в HP-UX) — проприетарная файловая система с поддержкой экстентов, разработанная компанией Veritas Software. VxFS является основной файловой системой в HP-UX. Также VxFS работает в Solaris, OpenSolaris, AIX, Linux, SINIX и UnixWare. По утверждению разработчика, Veritas File System является первой в мире коммерческой журналируемой файловой системой.
Veritas File System имеет несколько версий дисковых структур, однако благодаря их версионированию возможна конвертация ранних вариантов файловой системы в более поздние.
Иногда VxFS, наряду с IBM JFS, SGI XFS и ReiserFS, относят к группе "Advanced UNIX File Systems", поскольку в них используется несколько технологий, не применявшихся в ранних файловых системах Unix - Berkeley Fast File System (FFS). В частности, в них используются B-деревья вместо линейных списков, переменный размер единицы выделения места на диске, выделение индексных нод по требованию, гибкие и расширяемые внутренние структуры. В VxFS и JFS, применяется концепция метафайловой системы, при которой метаданные файловой системы хранятся в виде отдельных файлов ("structural file system").
В 2001-2002 году был разработан свободный драйвер FreeVxFS для чтения данных с файловой системы VxFS для ядра Linux 2.4, также существует свободный набор утилит VxTools для доступа к файловой системе.